# Ibsen-Denkmal (Bergen)

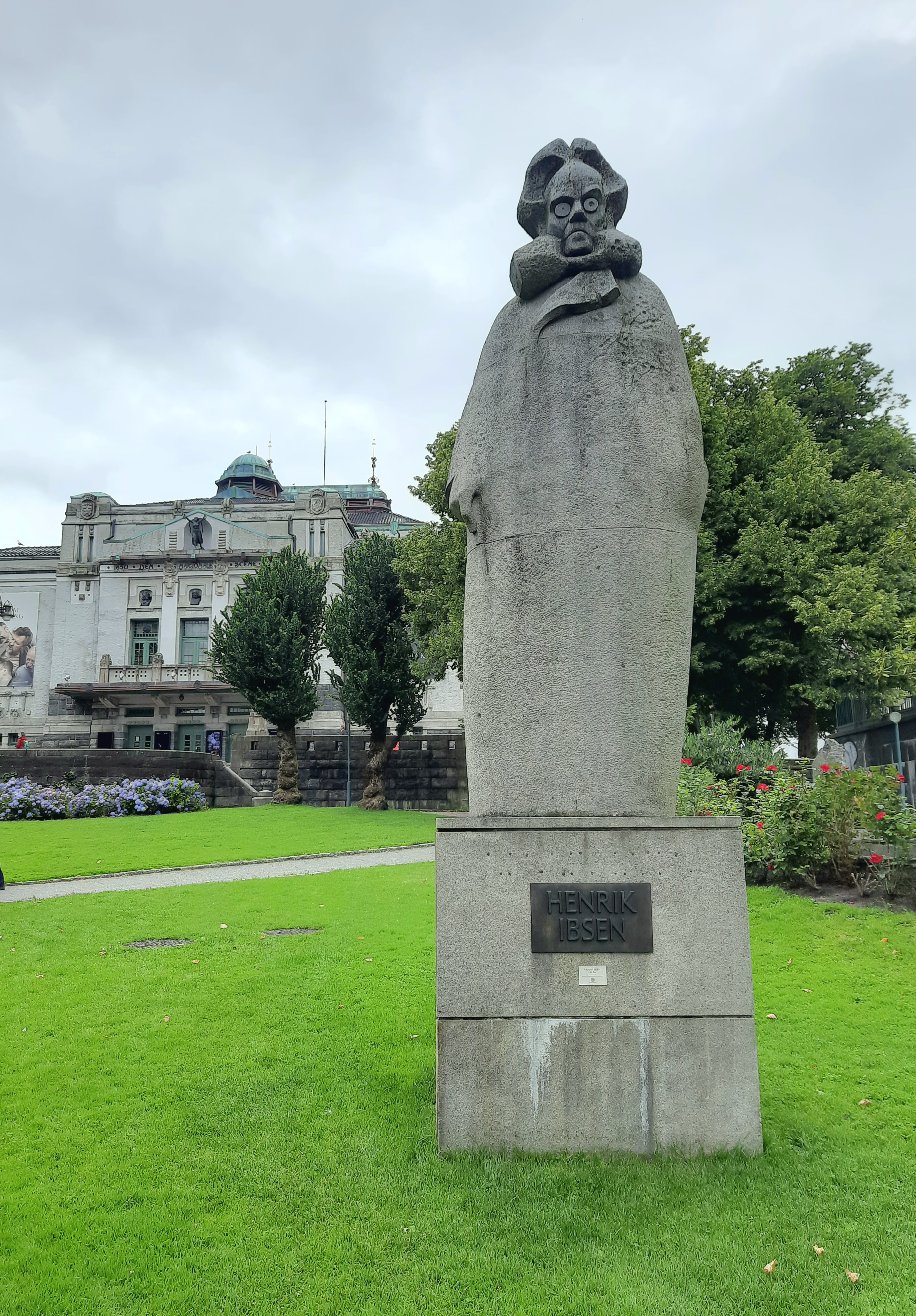
Das Ibsen-Denkmal in Bergen (2024)

Das Ibsen-Denkmal ist ein Denkmal für den Dramatiker und Lyriker Henrik Ibsen (1828–1906) in der norwegischen Stadt Bergen.
Es befindet sich in der Bergener Innenstadt am westlichen Ende des Ole Bulls plass, östlich vor dem Nationaltheater Bergen im Teaterparken.
Das Denkmal wurde im Jahr 1981 von Nils Aas geschaffen und war ein Geschenk der A/S Bergens Teater und Det Dramatiske Selskabs aus dem Jahr 1976 anlässlich des 100-jährigen Jubiläums des Theaters. Es entstand aus Granit und stellt Ibsen als Skulptur dar. Die Skulptur steht dabei auf einem steinernen Sockel. In die Vorderseite des Sockels ist eine Tafel mit der Inschrift HENRIK IBSEN eingearbeitet.